# Guaranda (cantão)
Guaranda é um cantão do Equador localizado na província de Bolívar.
A capital do cantão é a cidade de Guaranda.
Geografia:
O cantão de Guaranda tem uma área de 2.698 km² e uma população de 145.734 habitantes (2010). O cantão está localizado na Cordilheira dos Andes, a uma altitude média de 2.600 metros acima do nível do mar. O clima do cantão é frio e úmido, com temperaturas médias que variam entre 10°C e 15°C.
Economia:
A economia do cantão de Guaranda baseia-se na agricultura, na pecuária e no turismo. Os principais produtos agrícolas do cantão são milho, trigo, cevada, batatas e frutas. A pecuária também é importante no cantão, com a criação de gado bovino, suíno e ovino. O turismo está crescendo no cantão, principalmente devido à beleza natural da região e à presença de vários sítios arqueológicos.
Cultura:
A cultura do cantão de Guaranda é rica e diversa. A música, a dança e a culinária são algumas das principais expressões culturais do cantão. A música tradicional do cantão é o pasillo, um gênero musical que se caracteriza por ser lento e melancólico. A dança tradicional do cantão é o Sanjuanito, uma dança alegre e colorida que se realiza em homenagem a São João Batista. A culinária do cantão é rica em pratos típicos, como o chigüil, o hornado e o yahuarlocro.
Turismo:
O cantão de Guaranda oferece aos visitantes uma variedade de atrações turísticas, como:
- A cidade de Guaranda: A capital do cantão é uma cidade colonial com uma bela arquitetura. Os principais pontos turísticos da cidade são a Catedral, o Parque Central e o Museu Municipal.
- As Salinas de Guaranda: As Salinas de Guaranda são um conjunto de lagoas salgadas que se localizam a cerca de 40 km da cidade de Guaranda. As lagoas são um importante local de reprodução de aves e oferecem aos visitantes a oportunidade de observar a natureza.
- O Vulcão Chimborazo: O Vulcão Chimborazo é o vapor mais alto do Equador, com uma altitude de 6.263 metros acima do nível do mar. O apelo é um importante cenário local e oferece aos visitantes a oportunidade de apreciar a beleza natural da Cordilheira dos Andes.